# 第1航空艦隊 (ドイツ空軍)
第1航空艦隊（だい1こうくうかんたい Luftflotte 1）は第二次世界大戦中のドイツ空軍の組織。航空艦隊はドイツ空軍における最大規模の編制であり、空軍最高司令部(OKL)の直接指揮を受ける。第1航空艦隊は1939年2月に設置され、ドイツ北東部を担当していた。
第二次世界大戦勃発時は、ポーランド侵攻に第4航空艦隊とともに主力として投入された。その後も東部戦線に配置され続け、独ソ戦においてはその北部を担当している。
1944年末までに損耗および戦力の転出により壊滅状態になり、終戦時には1個高射師団となっていた。